# 兼田亜季重
兼田 亜季重（かねだ あきしげ、1990年2月26日 - ）は、広島県福山市出身の元サッカー選手。現役時代のポジションはゴールキーパー。

## 来歴
広島県福山市の少年チームを経て2002年、サンフレッチェ広島ジュニアユースに入団する。同級生に横竹翔がいる。2003年、ナイキプレミアカップジャパン優勝に貢献、決勝戦はPK戦となったが1本止めて勝利に貢献している。それにより出場権を得たマンチェスター・ユナイテッド・プレミアカップでは最終戦である順位決定戦1試合のみ出場している。
2005年、広島ユースに昇格。同級生に横竹・内田健太・篠原聖・中野裕太。2006年高校2年時途中、1学年上で正GKを務めていた金山隼樹が怪我により欠場したことからレギュラーを掴み、Jユースカップ優勝に貢献した。2007年高校3年時はキャプテンとして活躍したが、正GKは1学年下の原裕太郎に奪われる結果となった。
2008年、J2・愛媛FCに加入。当時愛媛GKコーチの山中亮は、兼田が広島ジュニアユース時代の恩師であった。のち笹原義巳に指導を受ける。ただ川北裕介や秋元陽太の前に控えGKに甘んじていた。
2014年、モンテディオ山形へ完全移籍。再び笹原から指導を受けることになった。清水健太と常澤聡に次ぐ第3GKという序列だったが、清水の負傷離脱後は浦和レッズから加入した山岸範宏の控えとしてベンチに入ることが多かった。
2016年、この年からJ1に昇格したアビスパ福岡へ完全移籍。ここでもイ・ボムヨンと神山竜一の控えに回りベンチ外の試合が殆どであったが、J2降格決定後の最終節・柏レイソル戦で移籍後初出場。プロ9年目にしてJ1リーグ戦デビューを果たした。2017年は前年の福岡のJ2降格に伴い3年ぶりに同リーグでのプレーとなった。中盤戦に杉山力裕からポジションを奪取し自身のキャリアで最多の公式戦15試合に出場したが、終盤戦は控えに周りシーズン終了後に契約満了により退団。
2018年、大分トリニータに移籍したが、公式戦の出場及びベンチ入り機会は無かった。同年オフにはJFAの移籍リストに名前が掲載された。
また同年12月12日、フクダ電子アリーナで行われたJリーグ合同トライアウトにも出場したが、移籍先は見つからず2019年2月15日に大分より現役引退が発表された。

## 所属クラブ
- 西深津SC
- サンフレッチェ広島ジュニアユース
- サンフレッチェ広島ユース(広島県立吉田高等学校)
- 2008年 - 2013年 愛媛FC
- 2014年 - 2015年  モンテディオ山形
- 2016年 - 2017年  アビスパ福岡
- 2018年  大分トリニータ

## 個人成績
| 国内大会個人成績 | 国内大会個人成績 | 国内大会個人成績 | 国内大会個人成績 | 国内大会個人成績 | 国内大会個人成績 | 国内大会個人成績 | 国内大会個人成績 | 国内大会個人成績 | 国内大会個人成績 | 国内大会個人成績 | 国内大会個人成績 |
| 年度             | クラブ           | 背番号           | リーグ           | リーグ戦         | リーグ戦         | リーグ杯         | リーグ杯         | オープン杯       | オープン杯       | 期間通算         | 期間通算         |
| 年度             | クラブ           | 背番号           | リーグ           | 出場             | 得点             | 出場             | 得点             | 出場             | 得点             | 出場             | 得点             |
| 日本             | 日本             | 日本             | 日本             | リーグ戦         | リーグ戦         | リーグ杯         | リーグ杯         | 天皇杯           | 天皇杯           | 期間通算         | 期間通算         |
| ---------------- | ---------------- | ---------------- | ---------------- | ---------------- | ---------------- | ---------------- | ---------------- | ---------------- | ---------------- | ---------------- | ---------------- |
| 2008             | 愛媛             | 35               | J2               | 0                | 0                | -                | -                | 0                | 0                | 0                | 0                |
| 2009             | 愛媛             | 35               | J2               | 0                | 0                | -                | -                | 0                | 0                | 0                | 0                |
| 2010             | 愛媛             | 35               | J2               | 0                | 0                | -                | -                | 0                | 0                | 0                | 0                |
| 2011             | 愛媛             | 21               | J2               | 2                | 0                | -                | -                | 1                | 0                | 3                | 0                |
| 2012             | 愛媛             | 21               | J2               | 0                | 0                | -                | -                | 0                | 0                | 0                | 0                |
| 2013             | 愛媛             | 21               | J2               | 1                | 0                | -                | -                | 1                | 0                | 2                | 0                |
| 2014             | 山形             | 16               | J2               | 3                | 0                | -                | -                | 0                | 0                | 3                | 0                |
| 2015             | 山形             | 16               | J1               | 0                | 0                | 0                | 0                | 1                | 0                | 1                | 0                |
| 2016             | 福岡             | 25               | J1               | 1                | 0                | 0                | 0                | 0                | 0                | 1                | 0                |
| 2017             | 福岡             | 25               | J2               | 14               | 0                | -                | -                | 1                | 0                | 15               | 0                |
| 2018             | 大分             | 23               | J2               | 0                | 0                | -                | -                | 0                | 0                | 0                | 0                |
| 通算             | 日本             | 日本             | J1               | 1                | 0                | 0                | 0                | 1                | 0                | 2                | 0                |
| 通算             | 日本             | 日本             | J2               | 20               | 0                | -                | -                | 3                | 0                | 23               | 0                |
| 総通算           | 総通算           | 総通算           | 総通算           | 21               | 0                | 0                | 0                | 4                | 0                | 25               | 0                |

## タイトル

### クラブ
アンダーカテゴリー
- ナイキプレミアカップジャパン (2003年優勝)
- Jユースカップ (2006年優勝)

### 代表歴
- U-16日本代表候補 (2005年)
- U-18日本代表候補 (2007年)